# Viña del Mar Open 1981
Il Viña del Mar 1981 è stato un torneo di tennis giocato sulla terra rossa. È stata la 1ª edizione del torneo che fa parte del Volvo Grand Prix 1981. Si è giocato a Viña del Mar in Cile dal 26 gennaio al 1º febbraio 1981.

## Campioni

### Singolare maschile
Víctor Pecci ha battuto in finale  José Higueras con il punteggio di 6–4 3–6 7–6

### Doppio maschile
David Carter /  Paul Kronk hanno battuto in finale  Andrés Gómez /  Belus Prajoux con il punteggio di 6–1, 6–2